# Liste der Hochschulen in Malta
Dies ist eine Liste der Hochschulen und Universitäten in Malta.
Die meisten Hochschulen und Universitäten in Malta befinden sich in der Hauptstadt Valletta an der Nordostküste der Insel Malta. Die größte davon ist die Universität Malta, eine öffentlich finanzierte Universität mit rund 11.000 Studierenden. Das öffentliche Universitätssystem in Malta umfasst auch das Malta College of Arts, Science and Technology und das St. Martin’s Institute of Information Technology. Die offizielle Unterrichtssprache ist Englisch. Die Akkreditierung von Hochschulen erfolgte bis Dezember 2020 durch die National Commission for Higher Education (NCFHE) und ab Januar 2021 durch die Malta Further & Higher Education Authority (MFHEA).

## Staatliche Hochschulen
- Universität Malta (UM) in Valletta
- Malta College of Arts, Science and Technology (MCAST) in Paola
- St. Martin’s Institute of Information Technology in Ħamrun

## Private postsekundäre Einrichtungen
Neben den staatlichen Hochschulen in Malta, welche jeweils über den Status als University verfügen, gibt es zahlreiche weitere private Einrichtungen (per April 2025 über 70), welche als sog. Higher Education Institutions (HEI) agieren.
Diese verfügen für Malta isoliert je nach Anerkennungsstufe die Berechtigung, Ausbildungsgänge auf Bachelor-, Master- und ggf. Doktoratsebene anzubieten. Gleichwohl gilt zu beachten, dass Malta zwar Mitgliedstaat der Europäischen Union, jedoch in Bezug auf private Bildungseinrichtungen nicht die Standards und Leitlinien für die Qualitätssicherung im Europäischen Hochschulraum (ESG-Kriterien) erfüllt, weshalb die Eintragungs- und Führbarkeit von Abschlüssen jener Einrichtungen in anderen Mitgliedstaaten, insbesondere Deutschland und Österreich, nicht vollumfänglich möglich ist.
Öffentlicher Kritik ausgesetzt finden sich dabei insbesondere immer wieder Angebote deutscher und österreichischer Bildungsunternehmen, welche eine maltesische HEI eröffnen, um wiederum mehrheitlich deutschen bzw. österreichischen Studieninteressierten im Fernstudium die berufsbegleitende Absolvierung von Doktoratsstudien (bspw. zum Doctor of Business Administration oder Doctor of Philosophy) zu ermöglichen.
Problematisch sind darüber hinaus auch Konzepte wie jene von Top-Up-Bachelorprogrammen auf maltesischer Rechtsgrundlage, bei welchen zwei von drei Studienjahren und somit mithin mehr als die Hälfte des Umfangs durch nicht-akademische Leistungen (beispielsweise eine deutsche Berufsausbildung oder gar nur Berufserfahrung) angerechnet werden und welche daher in Deutschland im Sinne des einschlägigen Beschlusses der Kultusministerkonferenz vom 28. Juni 2002 weder akademisch noch rechtlich als Bachelorabschlüsse anerkennungsfähig sind.
In Österreich wird durch die zuständige Behörde ENIC NARIC die Anerkennung und Eintragung von Abschlüssen maltesischer HEI aufgrund wesentlicher Unterschiede zum österreichischen Qualitätssicherungsrecht abgelehnt.
Auch in Deutschland gibt die Zentralstelle für ausländisches Bildungswesen aufgrund mangelnder ESG-Konformität der maltesischen Anerkennungsbehörde keine positive Anerkennungsempfehlung für Abschlüsse jener Einrichtungen. Entsprechend empfiehlt die ZAB weder die Anrechnung von Studienleistungen einer maltesischen HEI auf ein deutsches Hochschulstudium noch die Berücksichtigung derer Abschlüsse als Grundlage der Zulassung zu einem weiterführenden Studiengang in Deutschland. Die eigenmächtige Führung eines von einer maltesischen HEI verliehenen DBA als Dr. vor dem Namen kann in Deutschland folglich den Straftatbestand des § 132a StGB erfüllen. Hieran ändert auch eine etwaige Akkreditierung oder die Verleihung von Gütesiegeln durch externe Akkreditierungsagenturen nichts, insofern diese Akkreditierungen nicht im Rahmen des offiziellen Anerkennungsprozesses im Sitzland der Einrichtung notwendig sind, was in Malta nicht der Fall ist.